# Gemeine Herzmuschel
Die Gemeine Herzmuschel, oder auch Essbare Herzmuschel (Cerastoderma edule), ist eine Muschelart aus der Ordnung der Cardiida. Die Gemeine Herzmuschel ist die in der Nordsee am häufigsten gefundene Muschel.

## Merkmale
Das Gehäuse der Gemeinen Herzmuschel ist meist länglich-elliptisch und etwa fünf Zentimeter lang. Die Form ist jedoch variabel. Das Gehäuse ist relativ stark gewölbt und dickschalig. Die Oberfläche ist mit 20 bis 28 mm breiten, abgerundeten Rippen ornamentiert, die von feineren konzentrischen Anwachslinien gekreuzt werden. An den Kreuzungspunkten sind feine Schuppen ausgebildet. Die Farbe variiert von weiß über gelbbraun bis braun. Das Schloss besitzt in der rechten Klappe zwei Kardinalzähne und je zwei vordere und zwei hintere Seitenzähne. In der linken Klappe sitzen zwei Kardinalzähne und je ein vorderer und hinterer Seitenzahn. Das Ligament liegt außen. Der vordere und hintere Schließmuskel sind annähernd gleich groß (isomyar). Die Siphonen sind relativ kurz. Die Mantellinie ist ganzrandig (integripalliat).

## Lebensweise und Vorkommen
Die Gemeine Herzmuschel bevorzugt sandig-schlickige Böden in 0 bis etwa 10 m Tiefe. In den gezeitenbeeinflussten Bereichen (Watt) der Nordsee ist sie die häufigste Muschelart; in etwa 3 m Wassertiefe wird mit bis zu 245 erwachsenen Individuen pro Quadratmeter die größte Besiedlungsdichte erreicht. Sie lebt eingegraben dicht unter der Sedimentoberfläche nicht tiefer als 5 cm, ihre kurzen Siphonen reichen gerade an die Sedimentoberfläche. Wird sie freigespült, kann sie sich mit ihrem Fuß relativ rasch wieder eingraben (in ca. 2 bis 10 Minuten). Oft bewegt sie sich an der Oberfläche ein Stück weiter, bevor sie sich wieder eingräbt. Sie erträgt relativ niedrige Sauerstoffkonzentrationen und kann sogar mehrere Tage in einer sauerstofffreien Umwelt überleben. Sie ist relativ tolerant gegenüber Schwankungen des Salzgehalts, benötigt jedoch etwa 10 ‰ Salz. Eier und Spermien werden Ende Mai ins freie Wasser abgegeben, wo es zur Befruchtung kommt. Ein Weibchen produziert zwischen 5.000 und 50.000 Eier pro Brutperiode. Die Larven leben noch ca. 2 bis 3 Wochen im freien Wasser, bevor sie zum Bodenleben übergehen. Die Tiere werden normalerweise etwa 3 Jahre alt, unter besonders günstigen Bedingungen bis 9 Jahre.

## Verbreitung

Rechte Klappe
Linke Klappe

Rechte Klappe
Linke Klappe

Rechte Klappe
Linke Klappe

Die Art kommt im östlichen Nordatlantik von der Barentssee im Norden bis Mauretanien im Süden vor. Sie gehört zu den häufigsten Muscheln in der Nordsee und kommt auch in der westlichen Ostsee vor. Sie scheint jedoch im Mittelmeer zu fehlen.

Rechte Klappe
Linke Klappe

- Rechte Klappe
- Linke Klappe

- Rechte Klappe
- Linke Klappe

- Rechte Klappe
- Linke Klappe

- Rechte Klappe
- Linke Klappe

## Kommerzielle Bedeutung

Herzmuschel-Sammlerin in Großbritannien (1962)

Wie schon der Name Essbare Herzmuschel impliziert, wird die Muschel kommerziell gefangen. In den Niederlanden allein wurden 1993 etwa 2500 Millionen Exemplare gefischt.

## Ähnliche Arten
Die Gemeine Herzmuschel ist in der Form des Gehäuses sehr ähnlich der verwandten Art Cerastoderma glaucum.

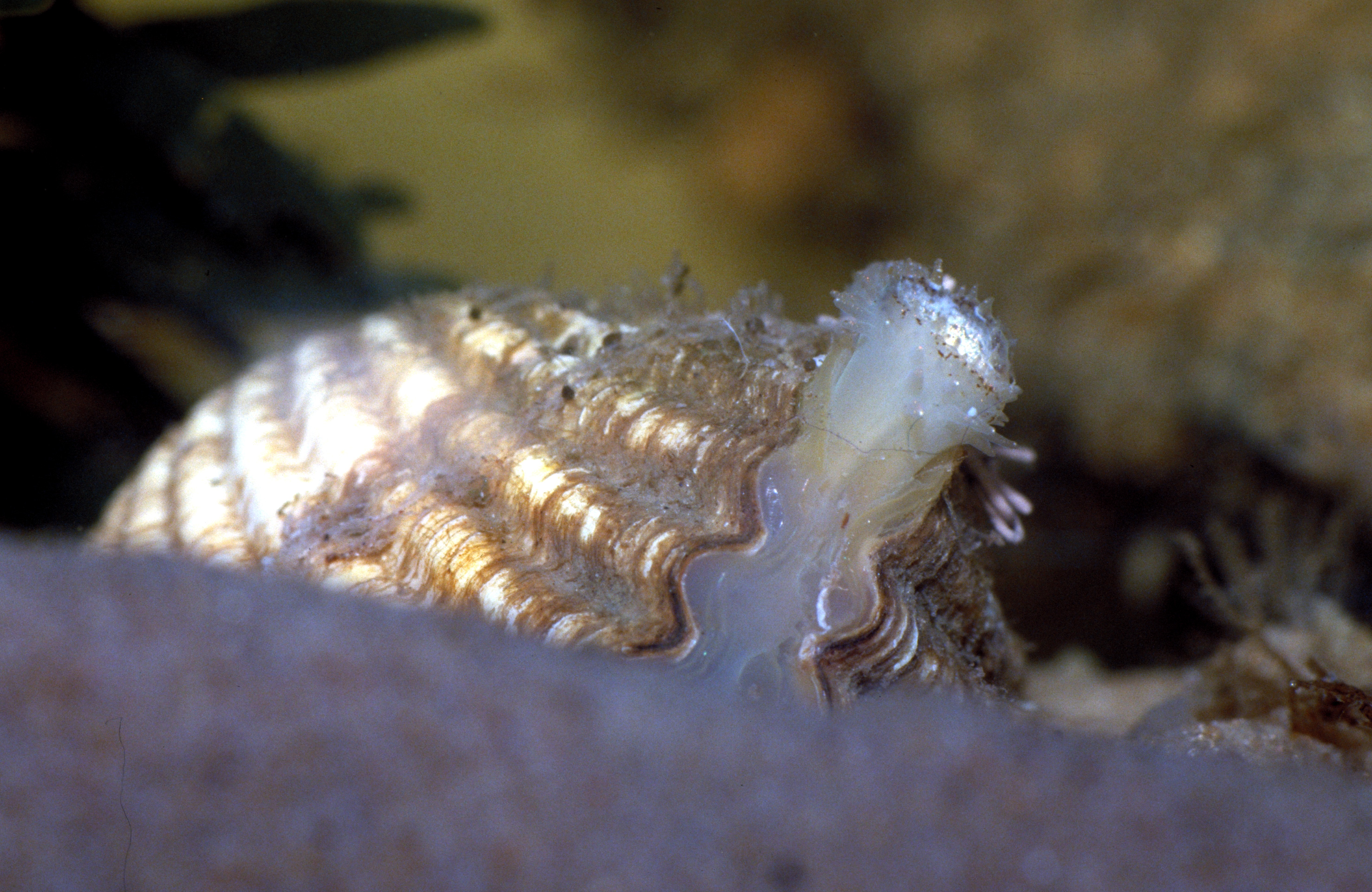
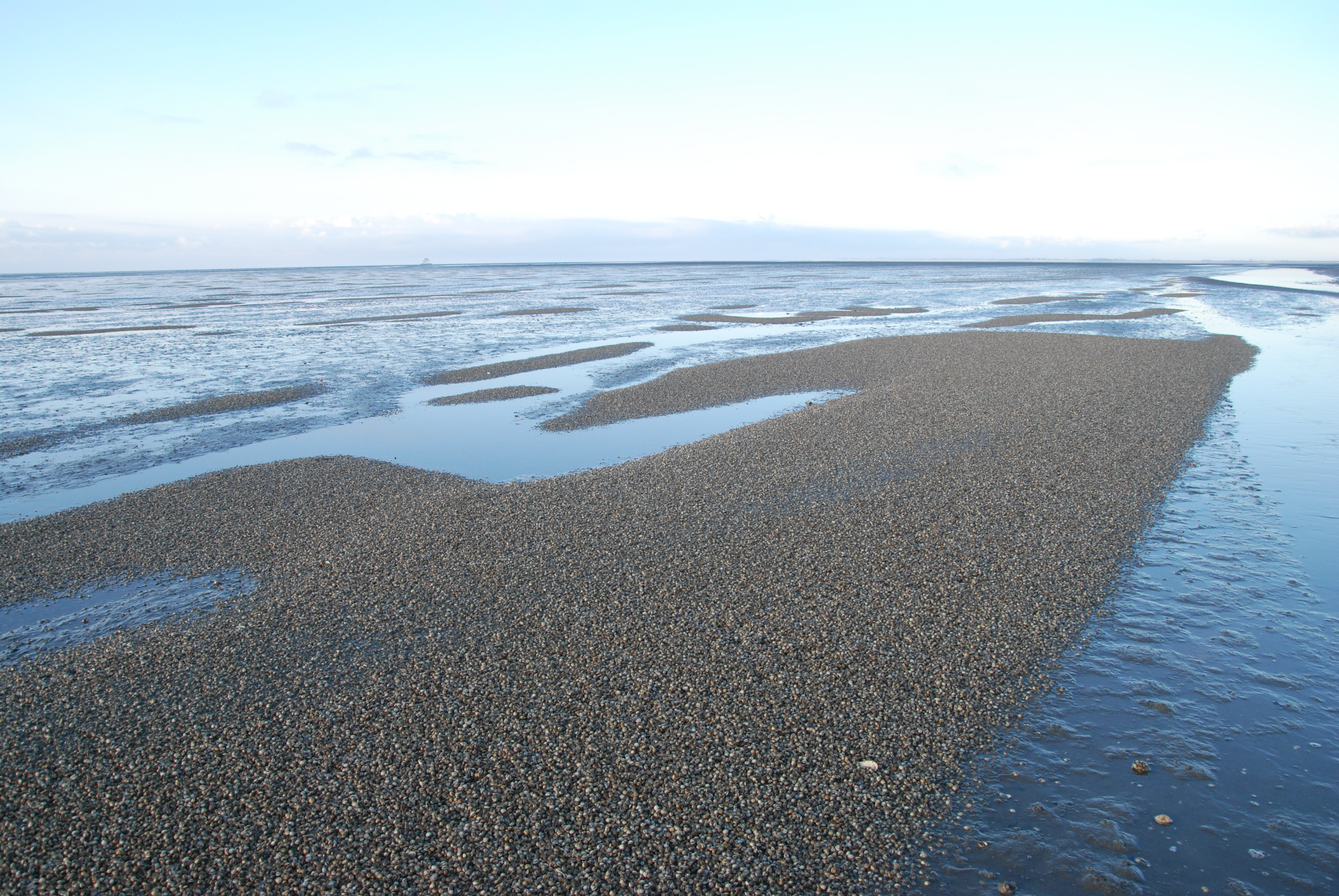